# Prix Jean-Hamelin
Pour les articles homonymes, voir Hamelin et Jean Hamelin.
Le prix Jean-Hamelin est un prix littéraire québécois, créé en 1965 par l'Association des écrivains de langue française, avec l'appui du ministère des Affaires culturelles, de la Délégation générale du Québec. Il est nommé en l'honneur de l'écrivain Jean Hamelin. Il a été jumelé le 14 décembre 2005 au prix Philippe-Rossillon qui est alors devenu le prix littéraire France-Québec. 
Désormais, les auteurs des meilleurs romans québécois sont récompensés chaque année par un même prix littéraire France-Québec, divisé en deux sections : un prix du jury décerné par l'Adelf (Association des écrivains de langue française)[réf. nécessaire], et un prix des lecteurs, de l'association France-Québec.

## Liste des lauréats

### Années 1960
- 1965 - Suzanne Paradis (ex æquo), Pour les enfants des morts
- 1965 - Claude Jasmin (ex æquo), Ethel et le terroriste
- 1966 - Marie-Claire Blais (ex æquo), Une saison dans la vie d'Emmanuel
- 1966 - Claire Martin (ex æquo), Dans un gant de fer
- 1967 - Fernand Ouellette, Visages d'Edgar Varèse
- 1968 - Yves Préfontaine, Pays sans parole
- 1969 - Michel Brunet, Les Canadiens après la conquête, 1759-1775 : de la révolution canadienne à la révolution américaine

### Années 1970
- 1970 - Guy Frégault, Le XVIIIe siècle canadien : études
- 1971 - Georgette Lacroix, Entre nous... ce pays
- 1972 - Jacques Ferron, Les roses sauvages : petit roman suivi d'une lettre d'amour soigneusement présentée
- 1973 - Robert-Lionel Séguin, La Vie libertine en Nouvelle-France au XVIIe siècle
- 1974 - Jean Marcel, Le Joual de Troie
- 1975 - Louise Dechêne (ex æquo), Habitants et marchands de Montréal au XVIIe siècle
- 1975 - Yves Beauchemin (ex æquo), L'Enfirouapé
- 1976 - Jovette Marchessault, Comme une enfant de la terre : le crachat solaire
- 1977 - Diane Giguère, Dans les ailes du vent
- 1978 - Victor Barbeau, La Tentation du passé : ressouvenirs
- 1979 - Robert Major, Parti pris : idéologies et littérature

### Années 1980
- 1980 - Jean-Aubert Loranger, Contes
- 1981 - Michel Tremblay, Thérèse et Pierrette à l'école des Saints-Anges
- 1982 - Louis Caron, Les Fils de la liberté
- 1983 - Gaétan Brulotte (ex æquo), Le Surveillant
- 1983 - Guy Gervais (ex æquo), Gravité : poèmes 1967-1973
- 1984 - Pierre Vadeboncœur, Trois essais sur l'insignifiance ; suivis de, Lettre à la France
- 1985 - Gilbert Choquette, La Flamme et la Forge
- 1986 - Francine Ouellette, Au nom du père et du fils
- 1986 - Dominique Blondeau, Un homme foudroyé
- 1987 - Jean Éthier-Blais, Le Désert blanc
- 1988 - Sylvain Simard, Mythe et Reflet de la France
- 1989 - Jacques Folch-Ribas, Le Silence ou Le parfait bonheur

### Années 1990
- 1990 - Jean-Alain Tremblay (ex æquo), La Nuit des Perséides
- 1990 - Michel Grenon (ex æquo), L'Image de la Révolution française au Québec
- 1991 - Jacques Poulin, Le Vieux chagrin
- 1992 - Pierre Morency, Lumière des oiseaux
- 1993 - Madeleine Ouellette-Michalska, L'Été de l'île de Grâce
- 1994 - Fernand Dumont, Genèse de la société québécoise
- 1995 - Robert Lalonde, Le Petit Aigle à tête blanche
- 1996 - Louise Simard, Le Médaillon dérobé
- 1997 - Bernard Assiniwi, La Saga des Béothuks
- 1998 - Lise Gauvin, L'Écrivain francophone à la croisée des langues
- 1999 - Anne Hébert, Un habit de lumière

### Années 2000
- 2000 - Louis-Bernard Robitaille, Le Zoo de Berlin
- 2001 - Denis Thériault, L'Iguane
- 2002 - Guillaume Vigneault, Chercher le vent
- 2003 - Gaétan Soucy, Music-Hall!
- 2004 - Lise Tremblay, La Héronnière
- 2005 - Jean-François Beauchemin, Le Jour des corneilles